# Serra do Uíge
Serra do Uíge är en bergskedja i Angola.   Den ligger i provinsen Uíge, i den nordvästra delen av landet, 230 kilometer nordost om huvudstaden Luanda.
I omgivningarna runt Serra do Uíge växer huvudsakligen savannskog. Runt Serra do Uíge är det glesbefolkat, med 19 invånare per kvadratkilometer.